# Aetiocetidae
Az Aetiocetidae az emlősök (Mammalia) osztályának párosujjú patások (Artiodactyla) rendjébe, ezen belül a cetek (Cetacea) alrendágába tartozó fosszilis család.
Ezeknek a ceteknek a maradványait az Észak-Csendes-óceán környékén találták meg, az oligocén kori rétegben. Az idetartozó állatok hossza 3-8 méter közötti volt. Ezek a cetek, a kezdetleges szilák mellett foggal is rendelkeztek.

## Rendszerezés
A családba az alábbi 7-8 nem tartozik:
- Aetiocetus Emlong, 1966 - típusnem; késő oligocén; Japántól Mexikóig
- Ashorocetus Barnes et al., 1995 - késő oligocén; Japán
- Chonecetus Russell (1968) - oligocén; Kanada
- Fucaia Marx, Tsai & Fordyce, 2015[7] - oligocén; Kanada, Washington állam, USA
- Morawanocetus Barnes et al., 1995 - késő oligocén; Japán
- Niparajacetus
- Salishicetus Peredo & Pyenson, 2018 - késő oligocén; Washington állam, USA
- Willungacetus Pledge, 2005 - oligocén; Ausztrália (az idetartozása kérdéses)

## Fordítás
- Ez a szócikk részben vagy egészben  az   Aetiocetidae című angol Wikipédia-szócikk ezen változatának fordításán alapul.  Az eredeti cikk szerkesztőit annak laptörténete sorolja fel. Ez a jelzés csupán a megfogalmazás eredetét és a szerzői jogokat jelzi, nem szolgál a cikkben szereplő információk forrásmegjelöléseként.
- Ez a szócikk részben vagy egészben  a   List of extinct cetaceans#Suborder_Mysticeti című angol Wikipédia-szócikk ezen változatának fordításán alapul.  Az eredeti cikk szerkesztőit annak laptörténete sorolja fel. Ez a jelzés csupán a megfogalmazás eredetét és a szerzői jogokat jelzi, nem szolgál a cikkben szereplő információk forrásmegjelöléseként.